# Boloria deflavata
Boloria deflavata är en fjärilsart som beskrevs av Wagner 1909. Boloria deflavata ingår i släktet Boloria och familjen praktfjärilar. Inga underarter finns listade i Catalogue of Life.